# Giulia Tofana
Giulia Tofana o Toffana o Giulia Mangiardi (Palermo, siglo XVII-Roma, julio de 1659) fue una química italiana, conocida por vender veneno a mujeres que deseaban asesinar a sus esposos. Fue además la inventora de un veneno llamado agua tofana.

## Biografía
Fue hija de Teofanía d'Adamo, ejecutada en Roma el 12 de julio de 1651, acusada de haber asesinado a su marido. Giulia pasó gran parte de su tiempo entre boticarios, estando presente cuando éstos elaboraban sus fórmulas, a raíz de lo cual adquirió el conocimiento preciso para desarrollar su propio veneno, el agua tofana. No obstante, pudo ser su madre quien lo elaborase por primera vez enseñándole la fórmula a su hija. Giulia empezó a vender este veneno a mujeres que querían enviudar. Su hijastra, Girolama Spera, conocida como la "astróloga de Lungara", también colaboró en el negocio, el cual fue trasladado temporalmente a Nápoles y después a Roma. Giulia sentía simpatía por las mujeres de clase baja, por lo que solía vender su veneno a aquellas que se encontraban atrapadas en matrimonios difíciles.

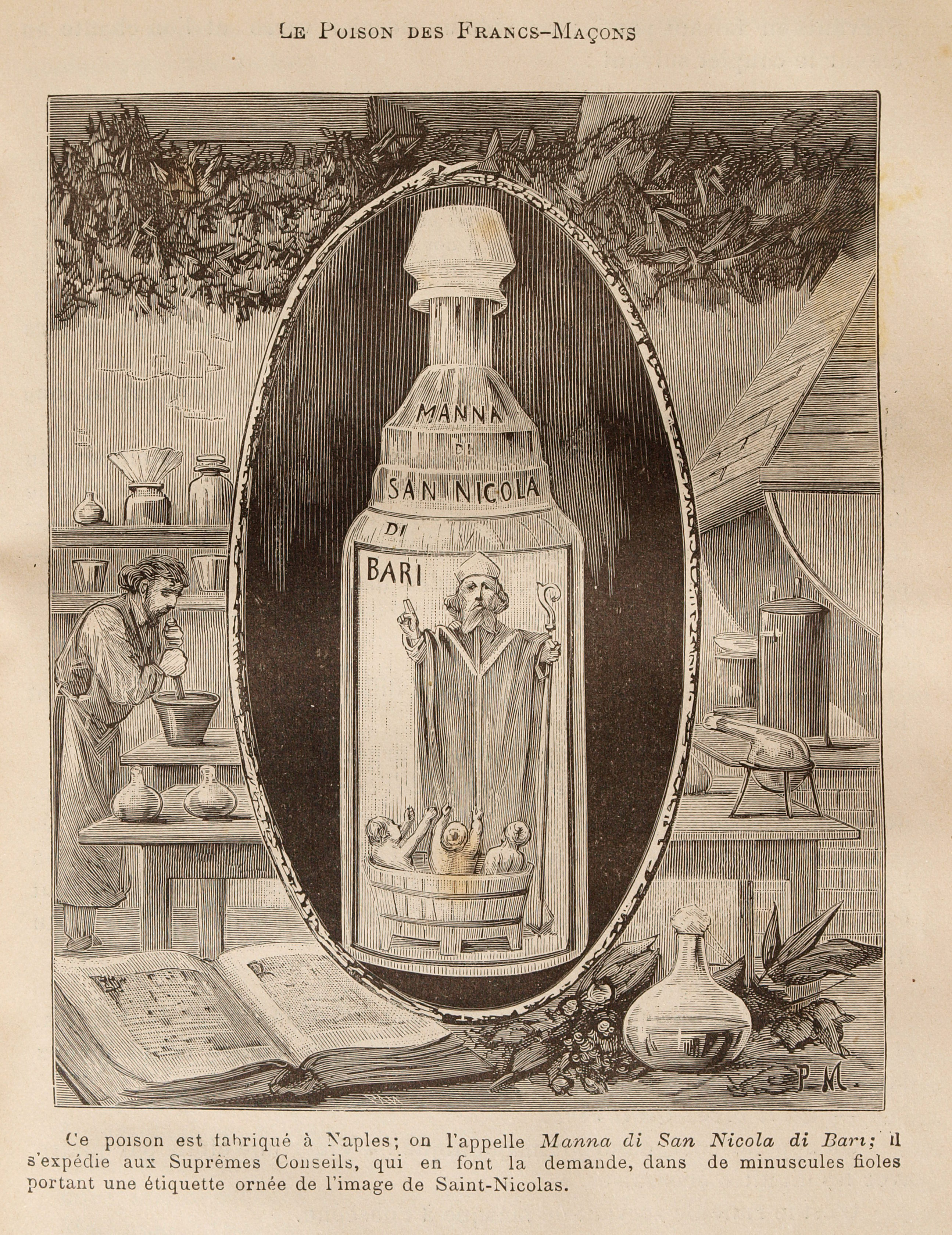
El veneno "Manna di San Nicola" (Aqua Tofana), por Pierre Méjanel.

El negocio de Tofana fue revelado a las autoridades papales por una clienta, la cual confesó arrepentida haber intentado envenenar a su esposo. Su popularidad, no obstante, hizo que los ciudadanos impidiesen su arresto. En su huida, Giulia se refugió en una iglesia, donde se le concedió asilo en sagrado. Al poco tiempo se difundió el rumor de que había envenenado el agua de Roma y la policía forzó la entrada de la iglesia y la sacó por la fuerza para interrogarla. Obligada a llevar botas de plomo durante su estancia en prisión, Giulia confesó bajo tortura los asesinatos de 600 hombres con la venta de sus venenos en Roma entre 1633 y 1651, si bien esta declaración nunca pudo corroborarse debido a la amplia distribución del veneno y a que su confesión fue obtenida bajo tortura. Giulia fue ejecutada en la horca en 1651. Su hijastra Girolama Spana, junto con algunas colaboradoras de su negocio (Giovanna de Grandis, Maria Spinola, apodada "Grifola", Laura Crispolti y Graziosa Farina) fueron también arrestadas y ejecutadas en el Campo de' Fiori en julio de 1659.